# Pombalia setigera
Pombalia setigera (A.St.-Hil.) Paula-Souza – gatunek roślin z rodziny fiołkowatych (Violaceae). Występuje endemicznie w Brazylii – w stanach Bahia, Ceará, Goiás, Minas Gerais, Rio de Janeiro oraz São Paulo. 

## Morfologia
PokrójZimozielony krzew dorastający do 60 cm wysokości.
LiścieBlaszka liściowa ma kształt od eliptycznego do lancetowatego. Mierzy 2,4–10,7 cm długości oraz 0,5–3,2 cm szerokości, jest piłkowana na brzegu, ma nasadę od ostrokątnej do zbiegającej po ogonku i spiczasty wierzchołek. Przylistki są sierpowate i osiągają 3–6 mm długości. Ogonek liściowy jest nagi i ma 1–8 mm długości.
KwiatyPojedyncze, wyrastające z kątów pędów. Mają działki kielicha o lancetowatym kształcie i dorastające do 3–4 mm długości. Płatki są sierpowate, mają barwę od białej do różowej oraz 4–5 mm długości.
OwoceTorebki mierzące 5-9 mm długości, o jajowatym kształcie.

## Biologia i ekologia
Rośnie w lasach i zaroślach. 